# Saint-Christol (Ardèche)
Saint-Christol ist eine französische Gemeinde im Département Ardèche in der Region Auvergne-Rhône-Alpes. Sie gehört zum Kanton Haut-Eyrieux und zum Arrondissement Tournon-sur-Rhône. Die Bewohner nennen sich Saint-Christolais oder Saint-Christolaises.

## Geografie
Saint-Christol liegt im Tal des Talaron im Zentralmassiv. Nachbargemeinden sind Accons und Le Cheylard im Nordwesten, Beauvène, Saint-Barthélemy-le-Meil und Saint-Michel-d’Aurance im Nordosten, Gluiras im Südosten, Saint-Genest-Lachamp und Dornas im Südwesten sowie Saint-Martial im Westen.
Zur Gemeindegemarkung gehören neben der Hauptsiedlung auch die Weiler Chirouze, Écharlives, La Fauritte, Gourdolives, Le Roure, Talaron am gleichnamigen Fluss, La Théoule und Vergne.

## Bevölkerungsentwicklung
| Jahr                       | 1962 | 1968 | 1975 | 1982 | 1990 | 1999 | 2008 | 2014 |
| -------------------------- | ---- | ---- | ---- | ---- | ---- | ---- | ---- | ---- |
| Einwohner                  | 248  | 216  | 174  | 145  | 116  | 92   | 107  | 101  |
| Quellen: Cassini und INSEE |      |      |      |      |      |      |      |      |

## Wirtschaft
In Saint-Christol haben der Tourismus und die Landwirtschaft einen besonderen Stellenwert.

## Weblinks

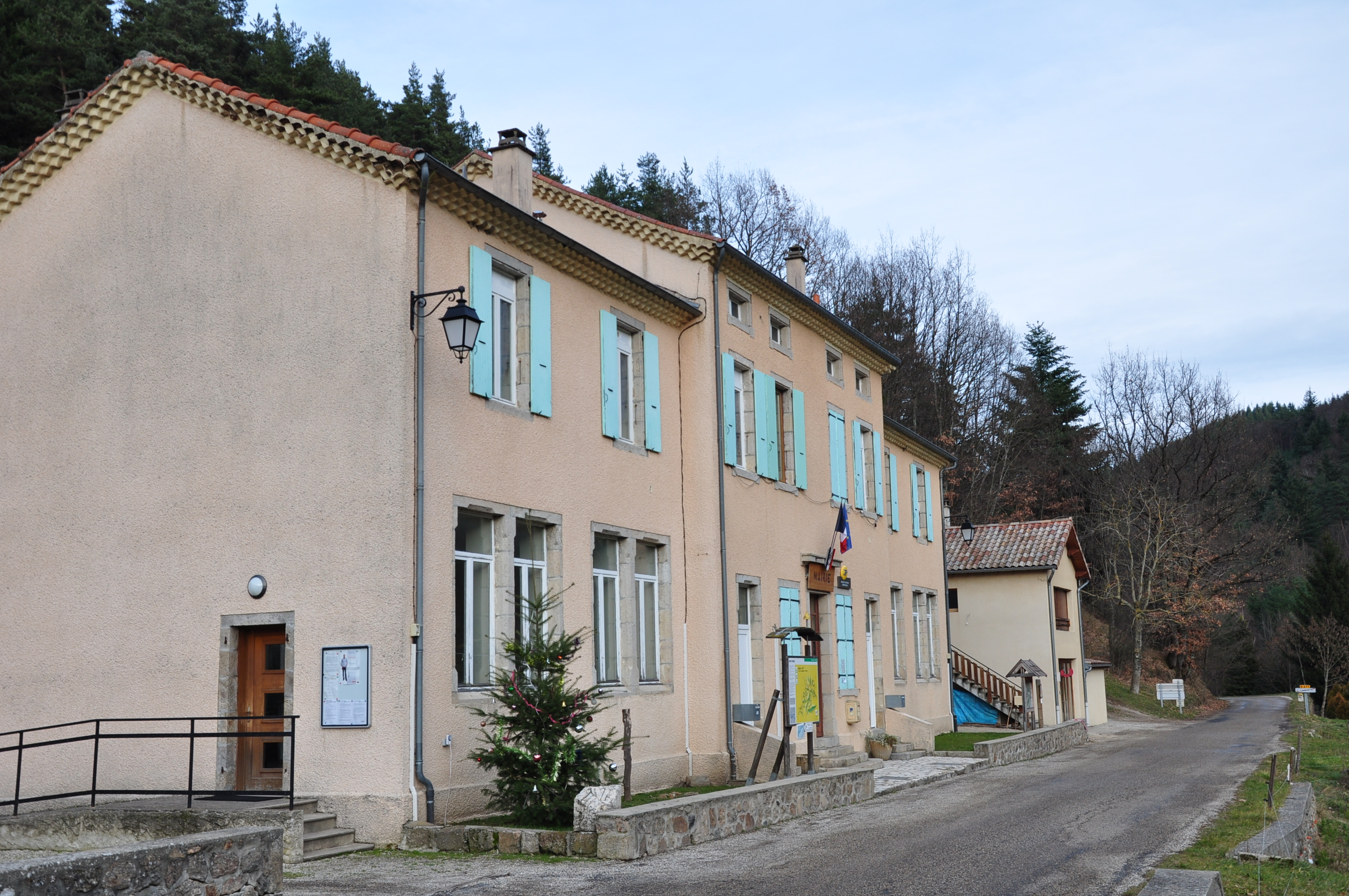
Mairie Saint-Christol